# محمد أباد (دلفان)
محمد أباد (بالفارسية: محمدآباد) هي قرية تقع في قسم خاوة الجنوبي الريفي (مقاطعة دلفان) في إيران. يقدر عدد سكانها بـ 117 نسمة بحسب إحصاء 2016.